# Supernatural
Supernatural és una sèrie de televisió de fantasia i terror estatunidenca creada per Eric Kripke. Es va començar a emetre el 13 de setembre de 2005, en The WB, i, posteriorment, es va convertir en part de la formació successora de The CW. Supernatural segueix als germans Sam (Jared Padalecki) i Dean Winchester (Jensen Ackles), els quals viatgen a través dels Estats units caçant tot tipus d'éssers i criatures sobrenaturals, com per exemple fantasmes, licantrops, bruixes, vampirs, dimonis i més. La sèrie és produïda per Warner Bros. Television, en col·laboració amb Wonderland Sound and Vision. Conjuntament amb Kripke, els productors executius han sigut McG, Robert Singer, Phil Sgriccia, Sera Gamble, Jeremy Carver, John Shiban, Ben Edlund i Adam Glass. L'ex-productor executiu i director Kim Manners va morir de càncer de pulmó durant la producció de la quarta temporada.
Originalment, va ser pensada per tenir cinc temporades, però degut a la seva creixent popularitat durant les temporades quatre i cinc, el canal la va renovar per un sisena entrega, malgrat que Eric Kripke va abandonar el projecte. Com a conseqüència, Supernatural ha tingut diversos Show Runners durant aquests anys, com Sera Gamble (temporades 6 y 7), Jeremy Carver (temporades 8-11), Andrew Dabb i Robert Singer els quals dirigeixen la sèrie actualment.  
La sèrie ha estat ben rebuda per la crítica, tenint una aprovació del 92% en Rotten Tomatoes, amb diversos experts alabant el desenvolupament de la història i els personatges. A més, al haver-se estès durant més d'onze temporades, Supernatural és la sèrie de fantasia més longeva en la història de la televisió Nord-Americana. Al llarg de la seva emissió ha estat reconeguda amb nombrosos premis, com per exemple divuit Constellation Awards, dos Leo Awards, vuit People's Choice Awards i dos Teen Choice Awards, així com 3 nominacions als premis Emmy.
El 8 de gener de 2017, la sèrie va ser renovada per una tretzena temporada, la qual es preveu que s'estrenarà a l'octubre del 2017.

## Argument

### Primera temporada
La primera temporada de Supernatural va constar de 22 episodis i es va estrenar el 13 de setembre de 2005 a The WB, i va acabar el 4 de maig de 2006. Els primers 16 episodis van ser transmesos els dimarts a les 9:00 p.m i els restants els dijous a la mateixa hora.
La trama es remunta 22 anys abans, quan una nit, Mary Winchester és assassinada i cremada a la seva propia casa, fet ue provoca que el seu marit John Winchester s'embarqui en un interminable viatge en busca de respostes. En l'actualitat, Sam Winchester viu amb la seva novia Jessica a Stanford, Califòrnia, fins que un dia, el seu germà gran Dean Winchester el visita i li explica que el seu pare està de “viatge de caça” i fa dies que no sap res d'ell. Ambdós van en busca del seu pare i en el camí es troben diversos casos de morts inexplicables, així que eventualment es detenen en alguns pobles per salvar persones i combatre Wendigo, fantasmes i tota mena de criatures. Amb el temps el Sam comença a desenvolupar habilitats psíquiques i a tenir visions estranyes. Finalment troben al seu pare, que els explica que el que va matar a la seva mare és un dimoni anomenat Azazel (Dimoni d'ulls grocs), que només pot ser assassinat amb una pistola anomenada “El Colt”, que va ser fabricada per Samuel Colt específicament per matar qualsevol criatura sobrenatural. Els tres aconsegueixen l'arma i s'enfronten a Azazel, però aquest posseeix el cos d'en John, i si el Sam li dispara mataria als dos, per la qual cosa decideix no fer-ho i l'Azazel s'escapa. En la escena final de la temporada es troben els tres a l'Impala (el cotxe de Dean Winchester) i pateixen un terrible accident quan són atropellats per un camió al mig del no res. 

### Segona temporada
La segona temporada de Supernatural va constar de 22 capítols, es va estrenar el 28 de setembre del 2006 a The CW, i va finalitzar el 17 de maig de 2007. Tots els episodis es van emetre els dijous a les 9:00 p.m.
Després d'allò succeït en el final de la primera temporada, John, Sam i Dean són portats de emergència a un hospital, tenint els dos primers ferides lleus. Però en Dean es troba en estat de coma i a punt de morir, així que el John fa un tracte amb l'Azazel en el que intercanvia la seva vida per la del seu fill Dean. El Sam i el Dean s'embarquen de nou a cavall del seu Imapala, en la cerca d'Azazel, i en el camí han de demanar ajut a altres caçadors com en Bobby Singer, la Elle, la jo i l'Ash. Després dels diversos contratemps que els van succeint durant la temporada, finalment, l'Azazel apareix per reunir en un poble abandonat al Sam i a altres joves que també tenen poders especials (telecinesis, força, ...). La finalitat d'això és que només en quedi un, aquell que sigui el més fort per liderar el seu exèrcit de dimonis. El Dean i el Bobby es proposen anar a rescatar al Sam, però just en el moment en què arriben és assassinat. Devastat per la mort del seu germà, el Dean realitza un tracte amb un dimoni d'encreuament de camins perquè el torni a la vida, a canvi de la seva ànima, però el dimoni només accepta el tracte donant-li un sol any de vida al Dean. Després de la resurrecció del Sam, tots van en busca de l'Azazel que acaba d'obrir les portes de l'infern, provocant la fugida d'una gran quantitat de dimonis. Entre les ànimes que escapen es troba en John, que ajuda a frenar a l'Azazel i finalment el Dean aconsegueix matar-lo. 

### Tercera temporada
La tercera temporada de Supernatural va constar de 16 episodis i es va estrenar el 4 d'octubre del 2007 per The CW, i va finalitzar el 15 de maig del 2008. Tots els episodis es van emetre els dijous a les 9:00 p.m. Originalment la temporada anava a tenir 22 episodis igual que les anteriors, però la producció es va aturar durant la vaga e guionistes de Hollywood del 2007-2008, i només s'havien escrit 12 episodis, cosa que va suposar una aturada d'un mes. Quan la vaga es va acabar només tenien temps suficient per realitzar 4 episodis més.
Després dels successos de la segona temporada, el Sam y el Dean recorren els Estats Units caçant els dimonis que es van alliberar durant la batalla amb l'Azazeel, i al mateix temps, busquen alguna manera d'evitar la imminent mort d'en Dean. En el camí coneixen a la Ruby, una dimoni que s'interessa pel Sam i decideix ajudar-lo a trobar una salvació pel Dean. Així mateix, coneixen a Bella Talbot, una marxant amb la qual es creuaran en diverses ocasions durant la temporada. Finalment gràcies a ella, descobreixen que el dimoni que té el contracte d'en Dean es diu Lilith, i és en realitat, el primer dimoni mai creat. Amb l'ajuda de la Ruby, troben a la Lilith i es disposen a matar-la, però els poders del Sam no són suficientment forts, i el contracte del Dean caduca, sent arrossegat a l'Infern. 

### Quarta temporada
La quarta temporada de Supernatural va constar de 22 episodis, es va estrenar el 18 de setembre de 2008 en The CW, i va finalitzar el 14 de maig del 2009. Tots els seus episodis es van emetre els dijous a lees 9:00 p.m
Després d'allò succeït en la temporada anterior, el Dean és tornat a la vida per un àngel anomenat Castiel, que s'alia amb ell i el Sam per detenir a la Lilith i evitar així que obri els 66 segells, que són una sèrie de proves, ja que si els obre Llucifer seria alliberat de la seva garjola. A poc a poc la relació entre el Sam i el Dean comença a complicar-se, donat que en Sam manté una relació amb el dimoni Ruby que l'ajuda a enfortir els seus poders a base de pràctica i beure sang de dimoni, el que al mateix temps fa que en Sam sigui menys humà. En un intent per salvar a en Sam, el Dean contacte amb els angels, però aquests argumenten que en realitat ells volen que succeeixi l'apocalipsi, ja que d'aquesta manera el paradís serà reconstruït. Amb l'ajuda d'el Castiel, en Dean aconsegueix escapar i intenta advertir al Sam que la Lilith és l'últim segell, i si la mata, el Llucifer serà lliure. Però la Ruby frena al Dean i una vegada el Sam a assassinat a la Lilith revela les seves verdaderes intencions, havia estat manipulant al Sam tot aquest temps per així poder alliberar a Llucifer. Els germans Winchester aconsegueixen matar-la, però ja és massa tard.

### Cinquena temporada
La cinquena temporada de Supernatural va contar de 22 episodis, es va estrenar el 10 de setembre de 2009 a The CW va finalitzar el 13 de maig de 2010. Tots els episodis es van emetre els dijous a les 9:00 p.m. Originalment, aquesta seria l'última temporada, ja que el creador, Eric Kripke, havia afirmat que constaria només de cinc temporades. Malgrat això, The CW la va renovar per una altra entrega més, encara que el Kripcke va abandonar el projecte.
Amb el Llucifer lliure, s'inicia l'Apocalipsi i l'únic capaç de detenir-lo, a banda de Deu, és l'Arcàngel Miguel qui igual que el seu germà Llucifer, no pot utilitzar tot el seu poder sense tenir un recipient humà suficientment poderós per suportar-lo. Posteriorment es revela que el seu recipient ideal de Llucifer és el Sam, mentre que el de Miguel és el Dean. Però per poder ocupar els seus recipients necessiten el seu permís; i tant el Sam con el Dean es neguen. Durant tota la temporada intenten matar a Llucifer per altres mitjans, però fracassen i en el camí perden a alguns amics com la Jo i la Ellen. A més Zacharias i l'Arcàngel Gabriel els persegueixen per forçar-los a acceptar el seu destí. Amb l'ajuda del Crowly, el Sam i el Dean maten a tres dels quatre Genets de l'Apocalispsi, per aconseguir els seus anells que són la clau per poder obrir la garjola de Lllucifer; l'últim anell és entregat a en Dean pel Genet de la Mort voluntàriament. Cansats d'intentar convèncer el Dean, els àngels recorren a l'Adam, mig germà del Sam i el Dean, que també és apte com a recipient. Finalment el Sam i el Dean arriben a un acord, el Sam acceptarà ser el recipient de Llucifer i així poder prendre el control del seu cos i tornar-lo a tencar a l'infern, amb la condició que en Dean no intenti portar-lo de tornada. Arribat el moment Llucifer (en el cos d'en Sam) i Miguel (en el cos de l'Adam) es troben i té lloc la batalla final. Quan semblava tot perdut en Sam recupera el control del seu cos i aconsegueix obrir la presó de Llucifer i s'hi llença junt amb Miguel, queden els dos atrapats i acabant així amb l'Apocalispsi. Sense poder salvar al seu germà de l'infern el Dean deixa de caçar i comença una vida normal, però misteriosament el Sam apareix fora de la presó de Llucifer. 

### Sisena temporada
La sisena temporada de Supernatural va constar de 22 episodis, es va estrenar el 24 de setembre de 2010 a The CW, i va finalitzar el 20 de maig de 2011. Tots els seus episodis es van emetre els divendres a les 9:00 p.m. Al haver abandonat el projecte Eric Kripcke, Sera Gamble va ocupar el seu lloc com a Show Runner.
Un any després del succeït en el final de la cinquena temporada, en Dean viu una vida normal, fins que un dia en Sam recórrer a ell, i el Dean es veu forçat a abandonar a la seva nova família, ja que li és impossible protegir-los mentre és de caça amb en Sam, els seus cosins i el seu avi. Mentrestant en Castiel es troba al cel lliurant una batalla amb Arcàngel Sant Rafael, que vol iniciar novament l'Apocalipsi. En Dean comença a notar que el Sam jo no és el mateix, i descobreixen que va ser el Crowley el que el va treure de la garjola, però es va perdre la seva ànima pel camí. Per ajudar-lo en Dean contacte amb diferents éssers per intentar tornar-li l'ànima al Sam, fins que la Mort l'ajuda i bloqueja els records del Sam durant el seu temps a l'infern. Per altra banda, en Castiel i el Crowley treballen junts per obrir les portes del Purgatori i robar les ànimes que hi habiten. Finalment ho aconsegueixen, però el Castiel traeix a en Crowley i es queda amb totes les ànimes, atorgant-li un poder immens, amb el qual aconsegueix derrotar a Rafael i es proclama el Nou Deu. 

### Setena temporada
La setena temporada de Supernatural va constar de 23 episodis, es va estrenar el 23 de setembre de 2011 a The CW i va finalitzar eñ 18 de maig del 2012. Tots els episodis es van emetre els divendres a les 9:00 p.m. Va ser la primera temporada en tenir 23 episodis, i l'última amb Sera Gamble com a Show Runner.
Després de proclamar-se el nou Déu, Castiel comença a debilitar-se per l'efecte de les ànimes malignes que va absorbir, incloent els Leviatans, criatures summament antigues i poderoses que Deu va haver de tancar al purgatori per ser massa perilloses. En Dean convenç al Castiel de tornar les ànimes al Purgatori, i amb l'ajuda del Sam i el Bobby, ho aconsegueixen, però els Leviatans agafen el control del cos del Castiel i escapen pels Estats Units. Un dels alliberats, Dick Roman, comença un pla per convertir als leviatans en l'espècie dominant del planeta a través de la manipulació d'aliments que per una banda maten a tots els monstres, i converteixen als humans en animals dòcils que serien el seu aliment. Amb l'ajuda d'en Kevin, un profeta, el Sam i el Dean aconsegueixen crear una arma que transportarà als Leviatans al Purgatori. En el procés, a banda de matar a Dick Roman, aconsegueixen enviar a alguns Leviatans al Purgatori, però en Dean i el Castiel hi són enviats també. 

### Vuitena temporada
La vuitena temporada de Supernatural va constar de 23 episodis, es va estrenar el 3 d'octubre del 2012 a The CW, i va finalitzar el 15 de maig de 2013. Tots els episodis es van emetre els dimecres a les 9:00 p.m. Va ser la primera temporada en comptar amb en Jeremy Carver com a Show Runner.
Un any després d'haver quedat atrapat al Purgatori amb en Castiel, el Dea finalment aconsegueix escapar, però no acompanyat del Castiel, sinó d'un vampir anomenat Benny. En Dean es retroba amb en Sam, i descobreixen que existeixen unes taules que revelen la manera de tancar definitivament les portes de l'infern. Al saber això en Crowley també comença a buscar les taules i dona caça al Kevin, que és l'únic capaç de llegir-les. Per una altra banda, en Castiel és rescatat del Purgatori pels àngels i manipulat per informar de tots els moviments dels germans Winchester. En Sam i en Dean se centren en completar les tres proves per tancar les portes de l'infern: Matar a un Gos de l'infern i banyar-se en la seva sang, rescatar una ànima innocent de l'infern i enviar-la al paradís i curar a un dimoni. Sam aconsegueix completar les dues primeres proves, però cada vegada que en supera una està més dèbil, quan està a punt d'aconseguir superar la tercera prova en Dean descobreix que per poder tancar les portes en Sam haurà de morir i evita que la completi. En un altre pla, Metatron traeix al Castiel i li roba la seva gràcia convertint-lo en humà, i amb això realitza un encanteri que expulsa a tots els àngels del cel i tanca les portes. 

### Novena temporada
La novena temporada de Supernatural va constar de 23 episodis, es va estrenar el 8 d'octubre del 2013 a The Cw i va finalitzar el 20 de maig del 2014. Tots els episodis es van emetre els dimarts a les 9:00 p.m.
Després d'haver realitzat les proves, en Sam està a punt de morir, així que en Dean fa un tracte amb un àngel anomenat Ezequiel per posseir el seu cos i curar-lo des de l'interior, sense que ell ho sàpiga. Mentrestant, el Sam, el Dean i en Kevin intenten buscar la manera de tornar els àngels al cel, però l'Ezequiel, que resulta ser Gadreel (l'àngel que va fallar en la seva missió de protegir l'Eden d'en Llucifer) s'alia amb en Metatron i mata al Kevin. Després d'això el Dean demana ajuda al Crowley per treure a Gadreel del cos d'en Sam, a canvi d'ajudar-lo a matar a l'Abadon (un dels Cavallers de l'infern) que li vol prendre el seu lloc com a rei de l'infern. Per aconseguir una arma per poder acabar amb ella van en busca de Caín, però perquè l'arma que posseeix funcioni la persona que l'empunyi ha de tenir la marca de Caín, un segell de Déu que provoca angoixa per matar. Dean accepta les conseqüències i accepta la marca. Gadreel s'adona que en Metatron l'enganya i s'alia amb Castiel per a derrotar-lo. Ambdós s'infiltren en el nou paradís de Metatron i aconsegueixen destruir la taula que li atorga el seu poder, però això no evita que assassini al Dean. Després de destruir la taula, Gadreel i Castiel són engarjolats al cel, però Gadreel se sacrifica per a que en Castiel pugui culminar la missió. Finalment en Castiel enganya a Metatron i el tanca a la presó del cel. Sam li demana al Crowley que revisqui al Dean, però mentre ell està invocant-lo, en Crowley es troba davant el cos d'en Dean i li col·loca l'arma de Caín a les mans, i en Dean reviu convertit en Dimoni. 

### Dècima temporada
La dècima temporada de Supernatural va constar de 23 episodis, es va estrenar el 7 d'octubre de 2014 a The Cw, i va finalitzar el 20 de maig del 2015. Els 14 primers episodis van ser emesos els dimarts a les 9:00 p.m, i la resta a la mateixa hora dels dimecres.
Ara com a dimoni, en Dean té una bona relació amb en Crowley, i ambdós viatgen pels Estats Units causant destrosses en alguns bars. En Sam, que desconeix l'estat del seu germà, es disposa a buscar-lo i finalment el troba per descobrir que és un dimoni. Disposat a ajudar-lo, intenta curar-lo igual que ho va fer amb en Crowley. Encara que ho aconsegueix encara segueix portant amb ell la marca de Caín, així mentre segueixen caçant criatures, van buscant una manera de poder treure-li. Amb l'ajuda de la Charlie descobreixen que hi ha un llibre d'encantaments “El llibre dels Maleïts” que és capaç d'aconseguir treure la marca. Amb l'ajuda de la Rowena, una bruixa que a més és la mare d'en Crowley, realitzen l'encantament, i té efecte, però al eliminar la marca, alliberen a l'obscuritat, la germana de Déu.

### Onzena temporada
L'onzena temporada de Supernatural va constar de 23 episodis, es va estrenar el 7 d'octubre de 2015 a The CW, i va acabar el 25 de maig del 2016. Tots els episodis es van emetre els dimecres a les 9:00p.m. Va ser l'última temporada en comptar amb Jeremy Carver com a Show Runner.
Després d'haver alliberat a l'obscuritat, també anomenada Amara, posseeix el cos d'un nadó i és criada per en Crowley. Amara creix ràpidament alimentant-se d'ànimes humanes, quan arriba a la seva forma adulta comença a crear el caos per tot el món per reptar a Deu, perquè aparegui, i així poder venjar-se. En Sam, en Den, en Castiel, en Crowley i la Rowena viatgen a l'infern per demanar ajuda a Llucifer, ja que és l'únic capaç de matar a l'Amara, però per poder fer-ho, ha de sortir de la presó i posseir el cos d'en Sam, però aquest es nega; però en Castiel accedeix. Para poder enfrontar-se a Amara van en busca de las “mans de Deu”, objectes tocats per Deu, amb poders especials, però no resulta, ja que la quantitat de poder que tenen és limitada. Finalment, en Chuck, un suposat profeta que se suposava mort a la temporada 5, reapareix i revela la seva vertadera identitat, deixant veure que és Deu. En Sam, en Dean, en Castiel, la Rowena, en Crowley, Llucifer (en el cos d'en Castiel) i Deu, s'uneixen per vèncer a la Amra, però fracassen i Deu queda ferit de mort. Al estar morint Deu, l'equilibri entre la llum i la obscuritat queda trencat i el sol i amb ell el món comença a morir. Per poder salvar al planeta també ha de morir l'Amara. En Sam, en Dean, la Rowena i en Crowley creen una bomba d'ànimes que seria capaç d'acabar amb ella, però abans que en Dean la utilitzi, es produeix una conversa entre Deu i la seva germana i finalment es perdonen, i marxen junts. En agraïment al Dean l'Amara reviu a la seva mare. Quan el Sam torna al búnquer allà l'espera una dona que li acaba disparant.

### Dotzena temporada
La dotzena temporada de Supernatural consta de 23 episodis emesos els dijous a les 9:00p.m, va ser estrenada el 13 d'octubre de 2016 i va finalitzar el 18 de maig de 2017, per la cadena CW.
Després d'haver aconseguit que el Chuck i l'Amara es reconciliessin, trobem que el Dean es retroba amb la seva mare, morta feia més de 30 anys, quan aquests dos van al búnquer s'adonen que el Sam no hi és i surten en la seva cerca, amb l'ajuda del Castiel. Quan donen amb ell, es troben que ha estat segrestat i torturat pels Homes de lletres britànics, que han viatjat fins als Estats Units per reclutar els caçadors americans. Un cop tornen a estar els tres junts, sembla que la situació no és tan idíl·lica com en Dean esperava, i la Mary finalment decideix prendre una mica de distància per poder anar-se adaptant a la nova situació. El que no els diu als seus fills és que realment va atreballar pels Homes ded Lletres Britànics. Per altra banda, el Castiel i en Crowley es veuen forçats a unir-se en la cerca de Llucifer que segueix posseint cossos cada vegada més influents. Finalment l'àngel i els germans pensen que han tornat a tancar a Llucifer a l'infern, però en realitat en Crowley l'ha fet el seu "esclau". A més aviat descobriran que durant el temps que ha estat lliure ha engendrat un Nefilim, pel que intenten trobar a la Kelly (la mare del fill de Llucifer) per matar el nonat. Finalment quan el Castiel la troba, mentre està sota la protecció de Dagon (un cavaller de l'infern), no és capaç de matar-la i el que fa és protegir-la a ella i al nen de qualsevol amenaça, incloent al Sam i al Dean. A mesura que va avançant la temporada anem veient cada vegada més clares les intencions dels Homes de lletres Britànics, que no és altre que acabar amb els caçadors Americans. Finalment la l'enfrontament entre Caçadors americans i Homes de Lletres Britànics es dona, i en Sam i companyia aconsegueixen acabar amb ells. En Llucifer aconsegueix escapar d'en Crowley i intenta matar-lo, però aquest escapa, i va en busca dels germans Winchester, i entre els 3 i la Mary forgen un pla per acabar amb Llucifer i evitar així que es faci amb el seu fill. Mentre la Kelly està de part, assistida pel Castiel, apareixen en Sam, en Dean, en Crowley, la Mary i finalment en Llucifer i es produeix la gran batalla.

### Tretzena temporada
La temporada consistirà de 23 episodis emesos cada dijous a les 8.00 pm (ET). Aquesta és la segona temporada amb Andrew Dabb i Robert Cantant com a showrunners.

## Repartiment

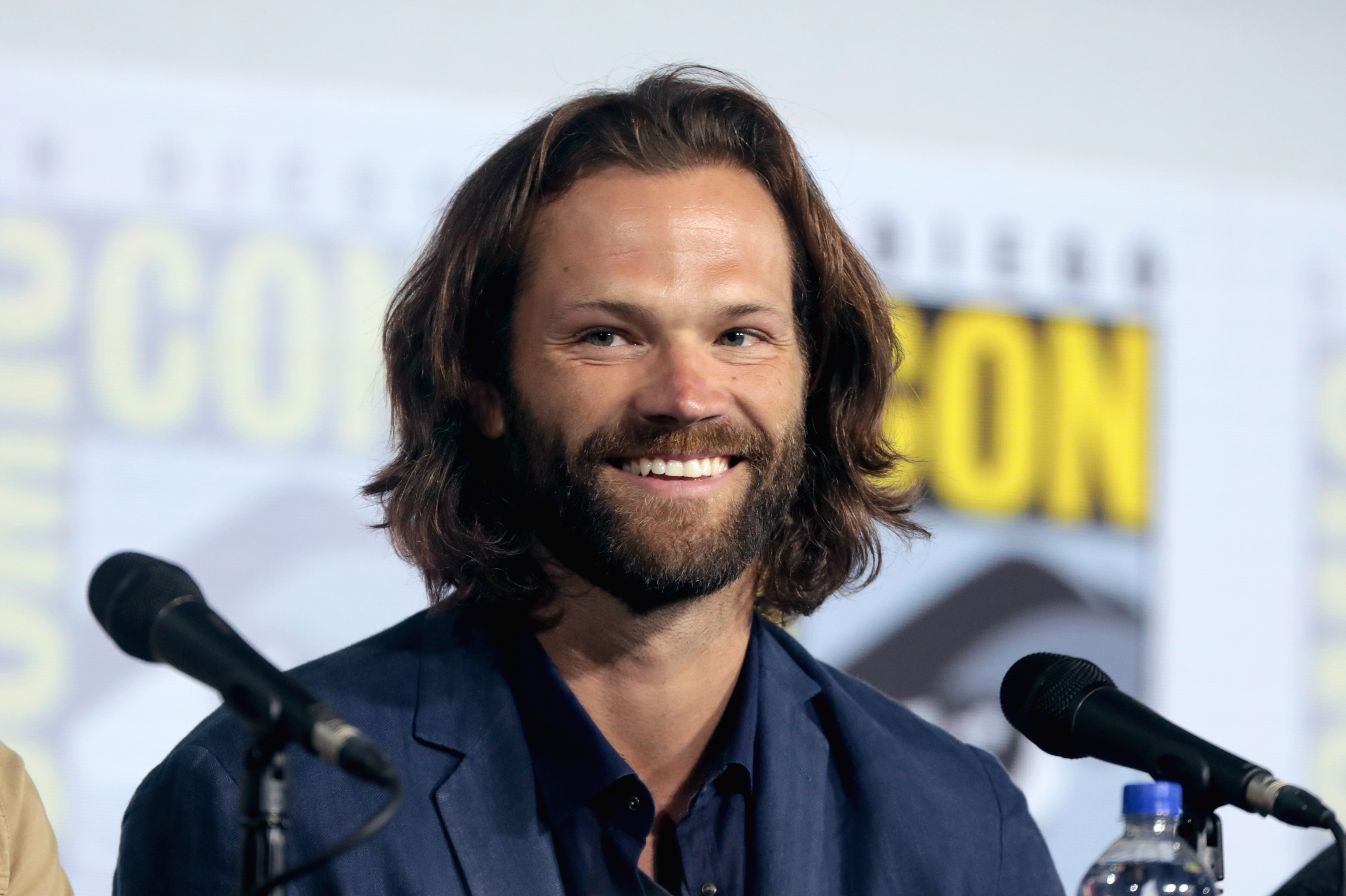
Jared Padalecki (Sam Winchester)
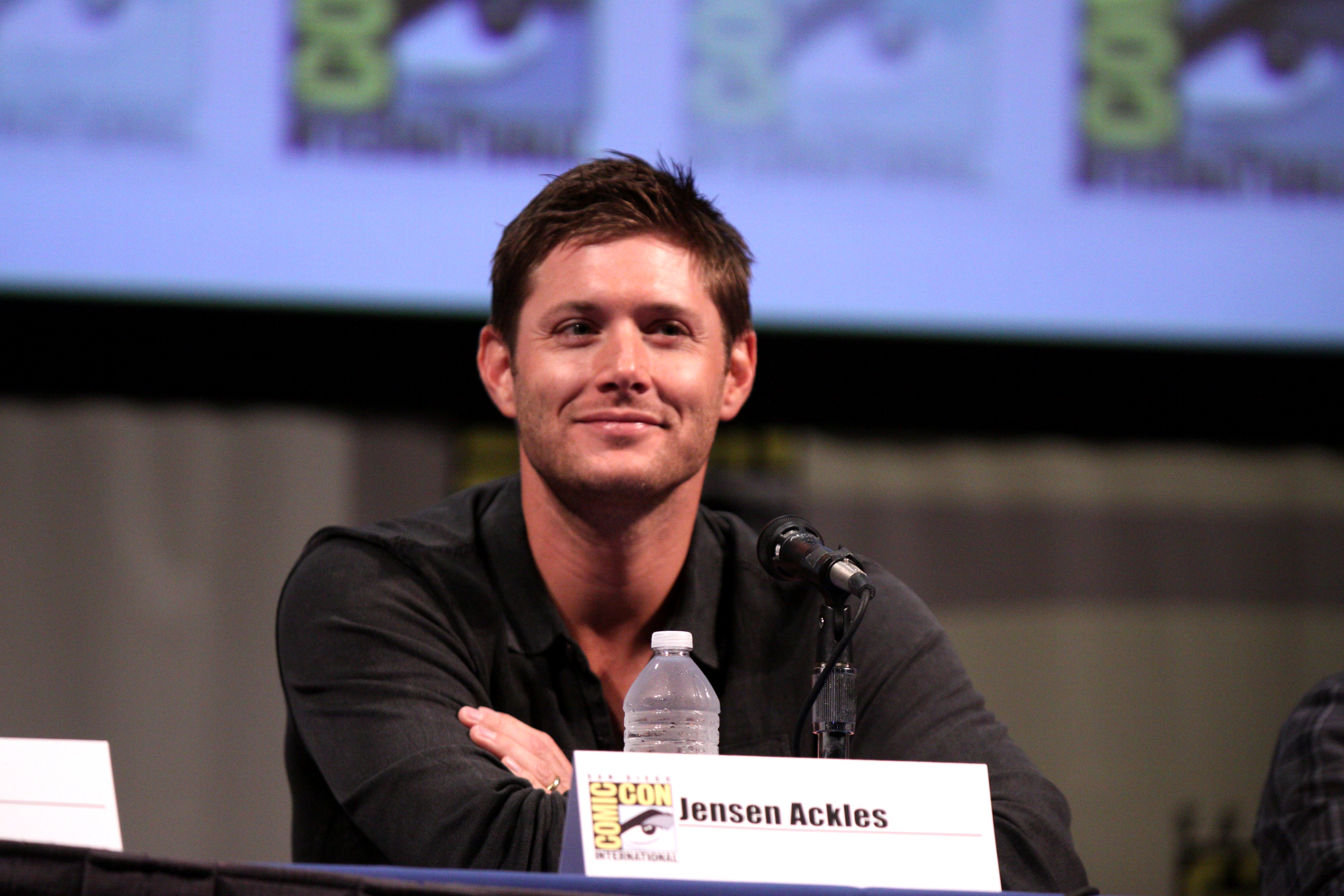
Jensen Ackles (Dean Winchester)
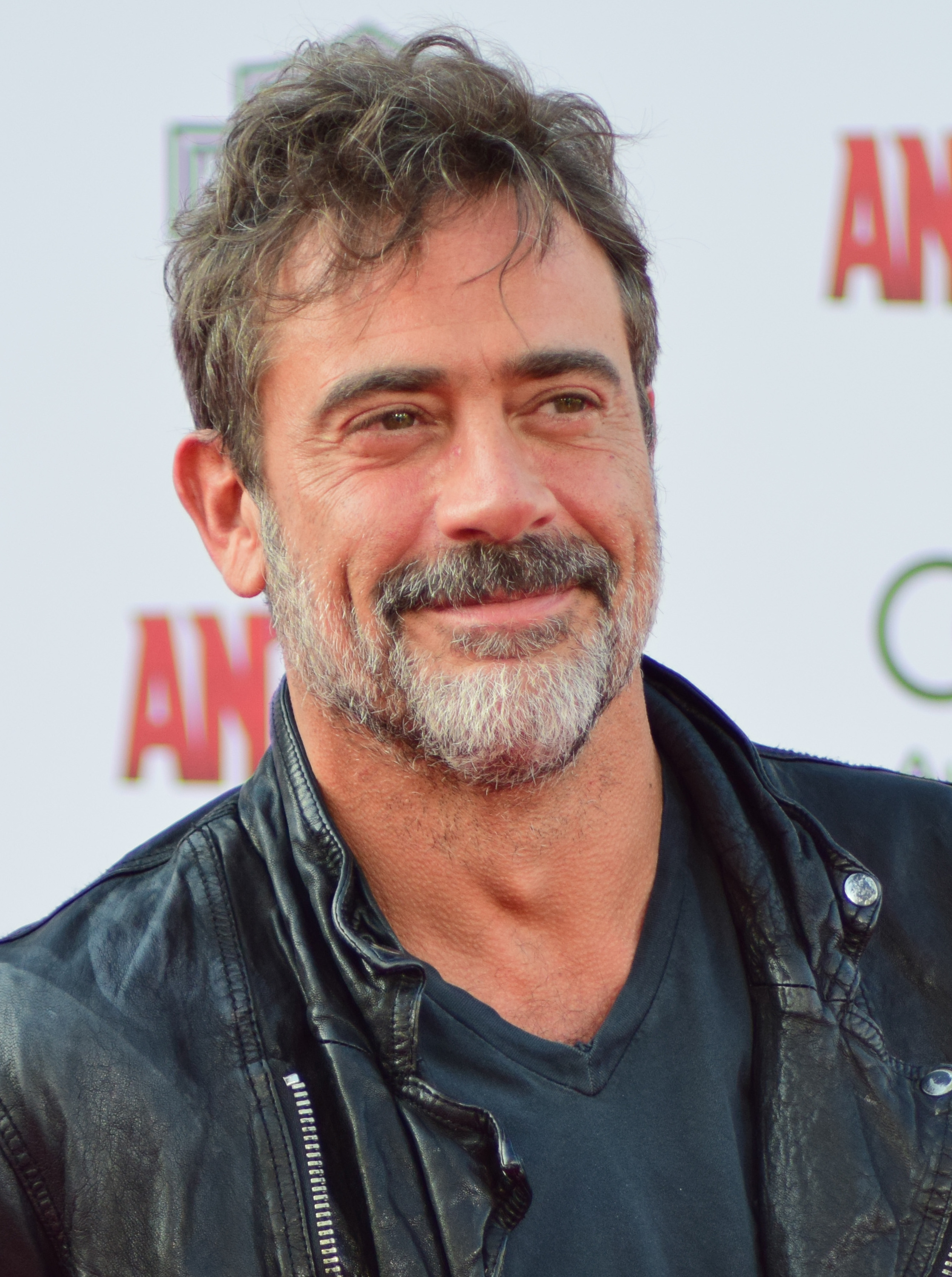
Jeffrey Dean Morgan (John Winchester)
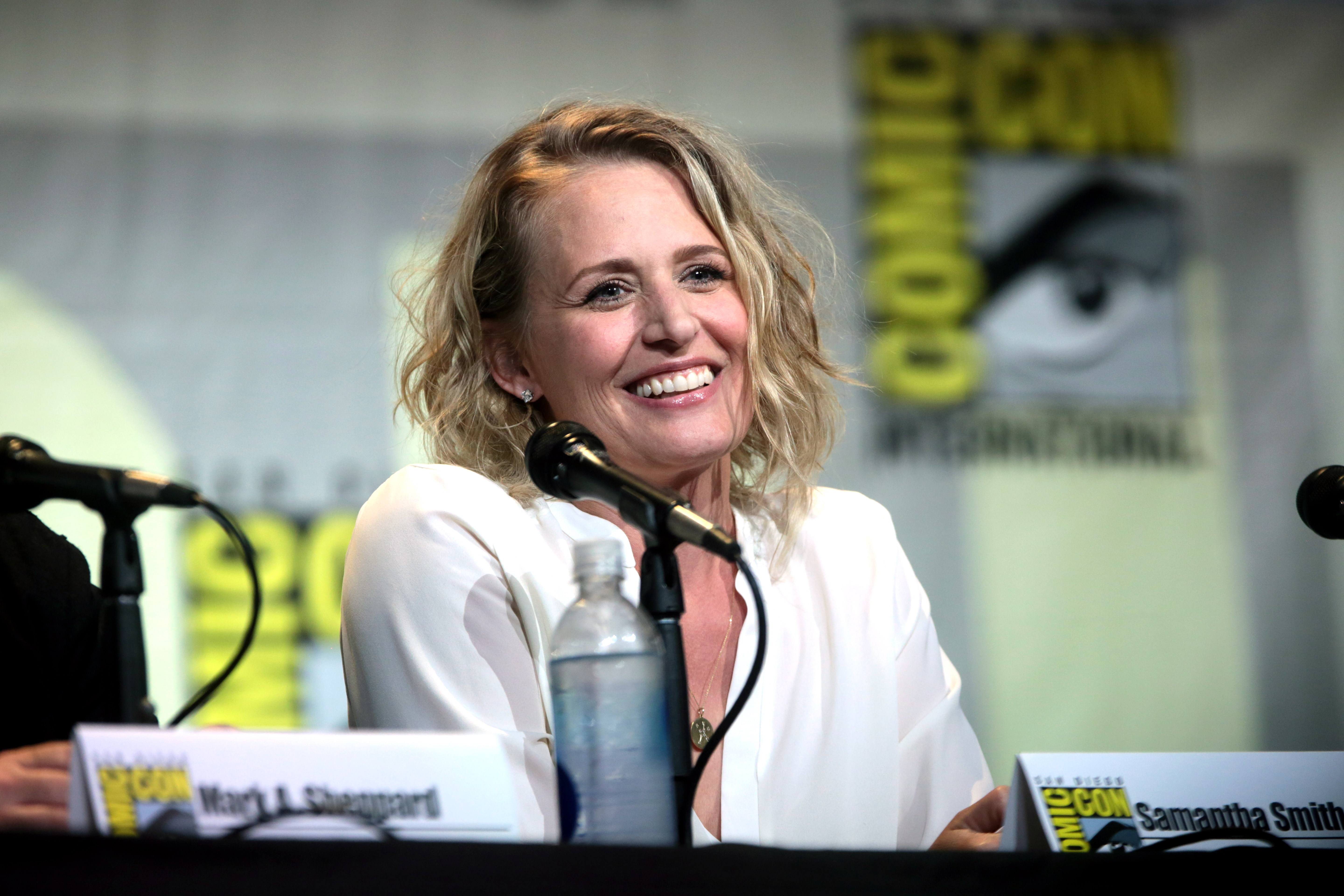
Samantha Smith (Mary Winchester)
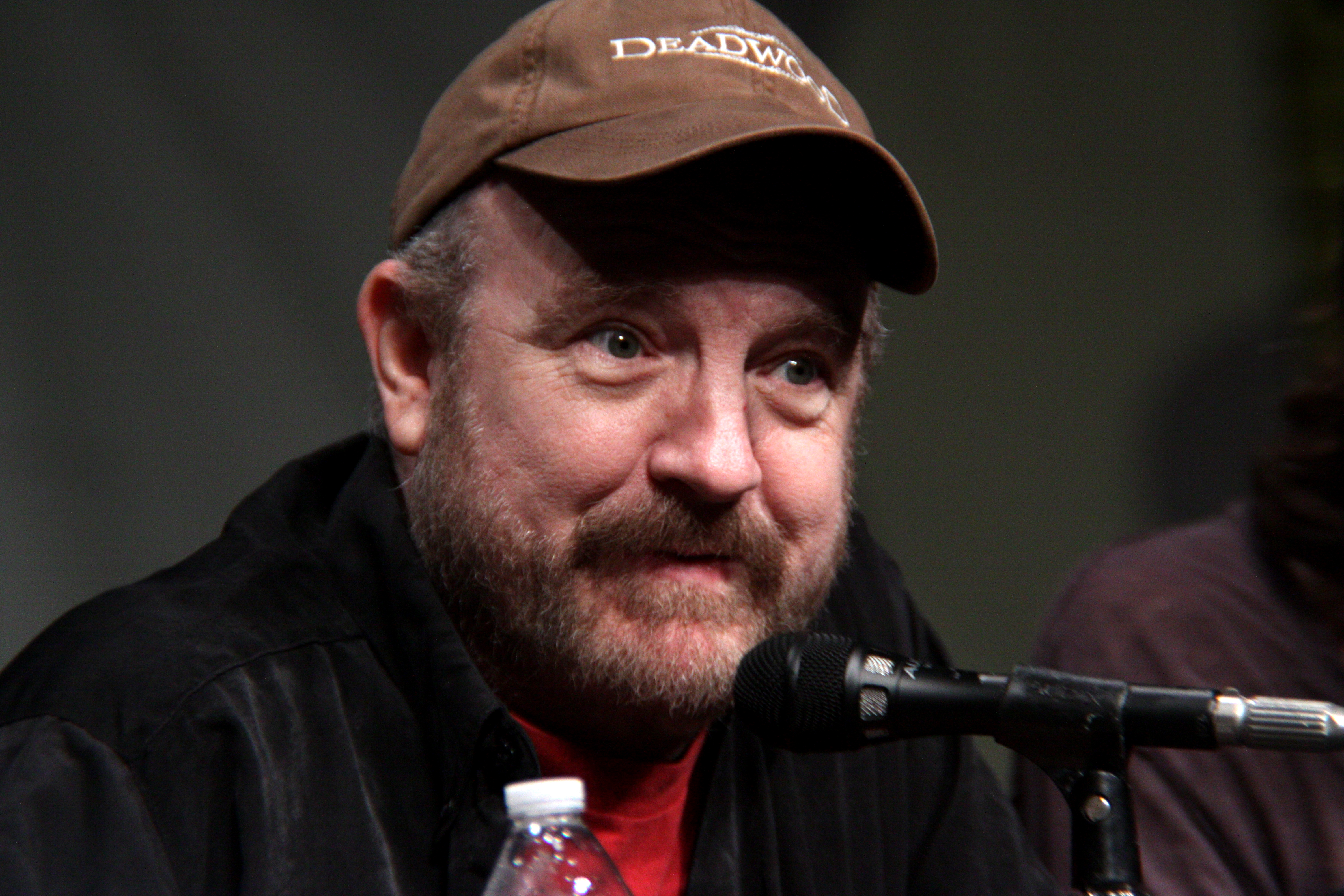
Jim Beaver (Bobby)
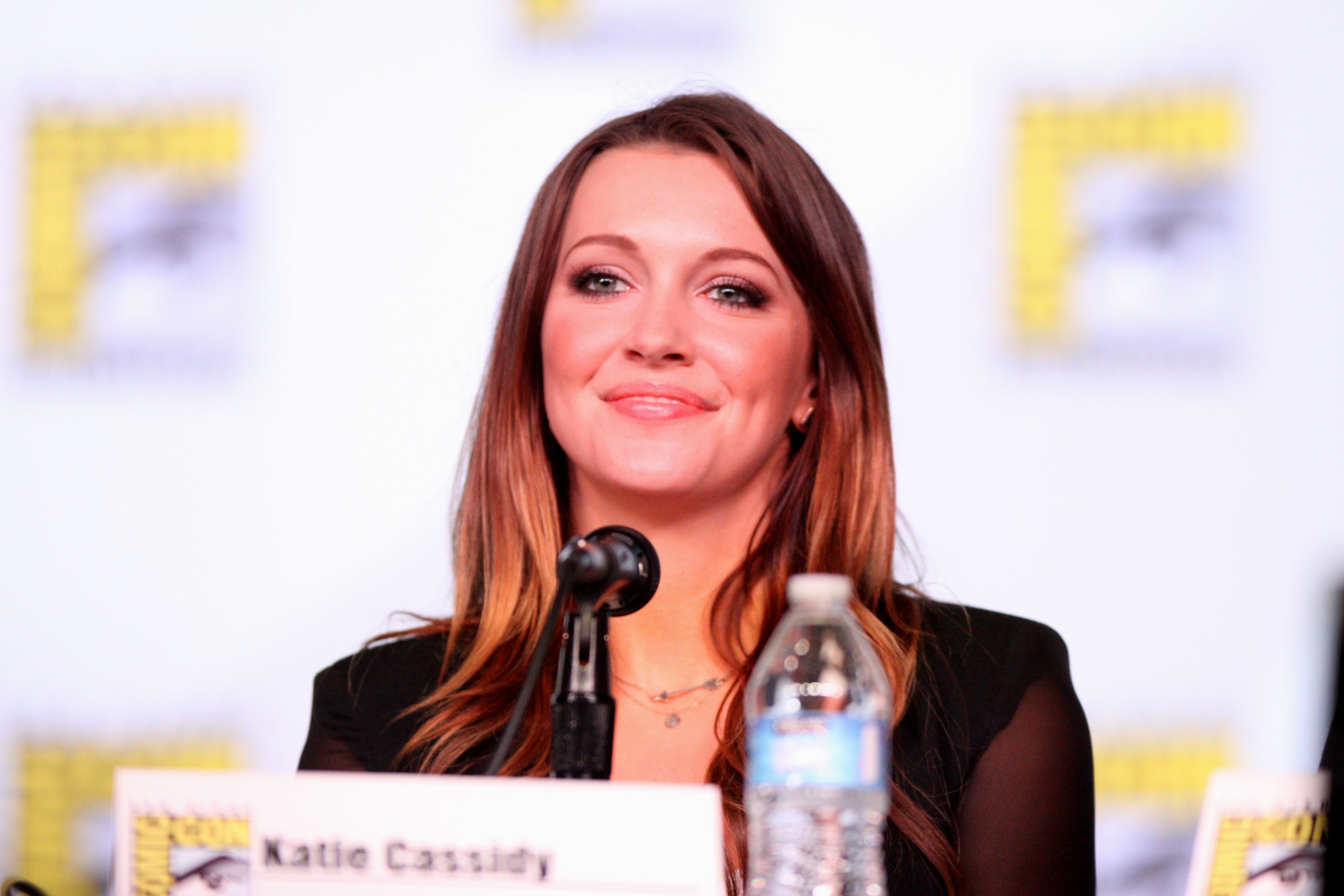
Katie Cassidy (Ruby)
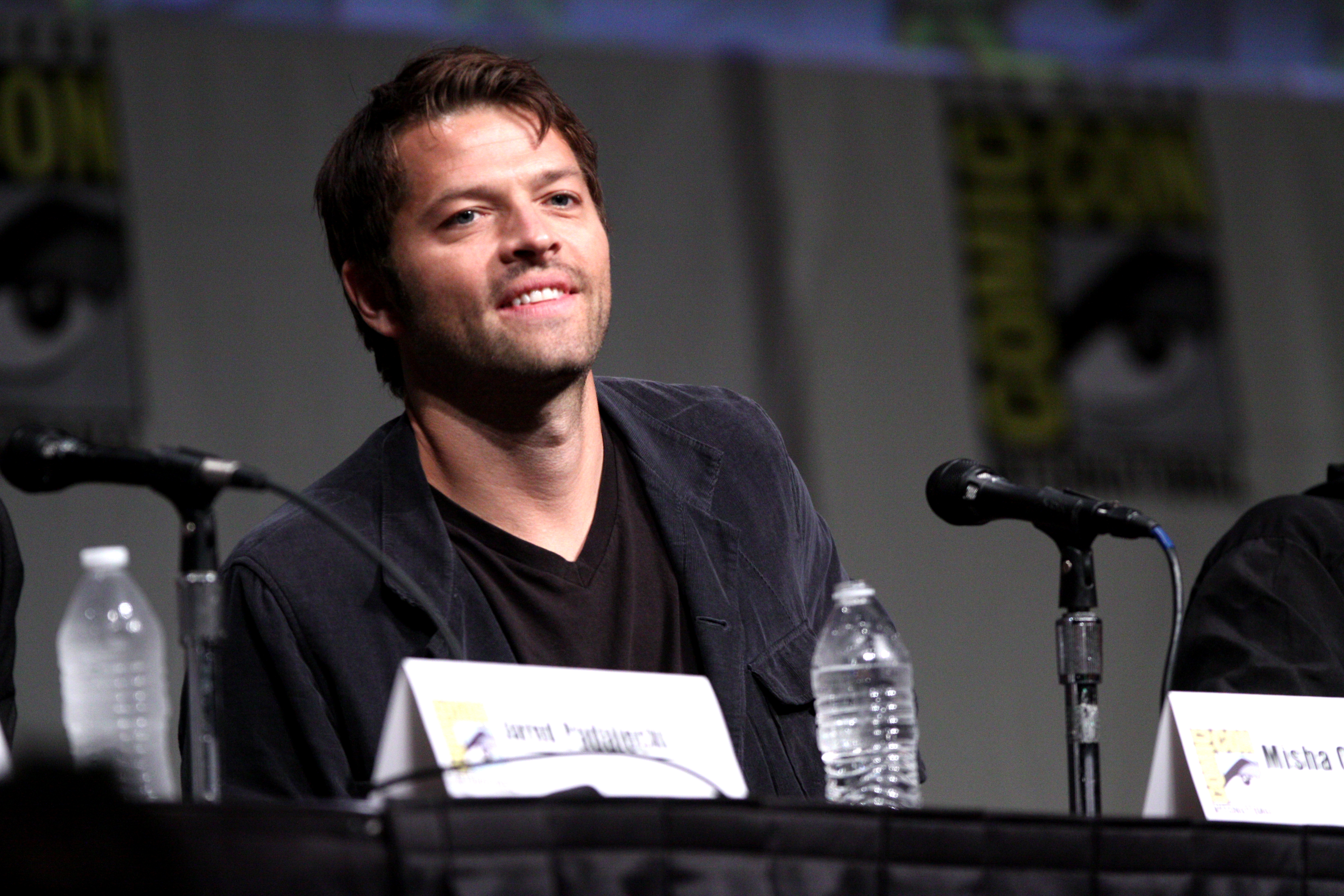
Misha Collins (Castiel)

| Actor             | Personatge      | Temporada | Temporada | Temporada | Temporada | Temporada | Temporada | Temporada | Temporada | Temporada | Temporada | Temporada | Temporada | Temporada |
| Actor             | Personatge      | 1         | 2         | 3         | 4         | 5         | 6         | 7         | 8         | 9         | 10        | 11        | 12        | 13        |
| ----------------- | --------------- | --------- | --------- | --------- | --------- | --------- | --------- | --------- | --------- | --------- | --------- | --------- | --------- | --------- |
| Jared Padalecki   | Sam Winchester  | Principal | Principal | Principal | Principal | Principal | Principal | Principal | Principal | Principal | Principal | Principal | Principal | Principal |
| Jensen Ackles     | Dean Winchester | Principal | Principal | Principal | Principal | Principal | Principal | Principal | Principal | Principal | Principal | Principal | Principal | Principal |
| Katie Cassidy     | Ruby            |           |           | Principal | Recurrent |           |           |           |           |           |           |           |           |           |
| Lauren Cohan      | Bela Talbot     |           |           | Principal |           |           |           |           |           |           |           |           |           |           |
| Misha Collins     | Castiel         |           |           |           | Recurrent | Principal | Principal | Recurrent | Recurrent | Principal | Principal | Principal | Principal | Princial  |
| Mark Sheppard     | Crowley         |           |           |           |           | Recurrent | Recurrent | Recurrent | Recurrent | Recurrent | Principal | Principal | Principal | n/a       |
| Mark Pellegrino   | Lucifer         |           |           |           |           | Recurrent |           | Recurrent |           |           |           | Recurrent | Principal | Principal |
| Alexander Calvert | Jack            |           |           |           |           |           |           |           |           |           |           |           |           | Principal |

## Antecedents i producció

### Concepte i creació
Originalment, Eric Kripke volia que Supernatural fos una pel·lícula que es basaria en algunes de les llegendes urbanes de la seva infància, fórmula que havia estat aplicant a alguns dels seus productes anteriors. Van passar anys fins que va poder concretar les seves idees, que anaven des d'una sèrie antològica fins a dos reporters que viatjaven en furgoneta caçant dimonis. Kripke va explicar que des del principi, el concepte principal era una sèrie de viatges per carretera, ja que era la millor manera d'explicar totes les històries que hi havia, principalment perquè diverses d'aquestes se situen en petits pobles dels Estats Units. Després que la seva sèrie Tarzan va ser cancel·lada al 2003, The WB li va oferir una segona oportunitat de aportar idees al canal, i va aprofitar per presentar Supernatural. Malgrat tot la cadena no va demostrar molt d'interès en el concepte de dos reporters viatjant per tot el país, així que Kripke va canviar la idea a l'últim moment i va fer que els protagonistes fossin germans. Va decidir que els dos fossin natius de Lawrence (Kansas), donada la seva proximitat amb el cementiri de Stull, bastant conegut per les seves llegendes urbanes. 
Respecte als noms dels personatges, Kripke va escollir els noms de "Sal" i "Dean", pels germans com un homenatge a la novel·la A la carretera (1957) de Jack Kerouac, la qual narra les aventures de l'autor junt als seus amics en un viatge pels Estats Units. Aquest llibre també va inspirar altres aspectes de la sèrie, com el diari d'en John Winchester (pare dels protagonistes), el qual utilitza per plasmar les seves trobades amb les criatures que combat. Temps després Kripke va canviar el nom de “Sal” per “Sam”, ja que va considerar que el primer no era apropiat per un protagonista. Inicialment, volia que el cognom dels protagonistes fos “Harrison·, com a referència a l'actor Harrison Ford, ja que volia que en Dean recordés una mica a “Han Solo” (personatge que Harrison Ford interpreta a Star Wars). Però ja hi havia un Sam Harrison vivint a Lawrence, Kansas, i per això va haver de canviar el cognom per evitar problemes legals. Per això va decidir canviar-lo a Winchester en referència a la Mansió Winchester de San José (Califòrnia), lloc que popularment es considera embruixat. Irònicament, aquest cognom també va ser polèmic, ja que originalment, el pare dels protagonistes es deia Jack, i casualment, hi havia un Jack Winchester vivint a Kansas, així que Kripke va decidir anomenar-lo John.
Mentre creixia, Kripke va mostrar afició per series de televisió amb automòbils com a personatges com The Dukes of Hazzard i Knight Rider, i va decidir incloure'n un a Supernatural. Inicialment, el cotxe en el que viatgerien els germans havia de ser un Ford Mustang de 1965, però un dels seus veïns el va convèncer d'escollir un Chevrolet Impala del 1967, ja que aquest disposa d'un maleter “on es poden amagar cossos” i també perquè és més “imponent que bonic”. Finalment Kripke va aconseguir ser contractat per rodar un episodi pilot de la sèrie, no sense abans realitzar alguns canvis en el guió. En la història original en Sam i e Dean no van ser criats pel seu pare, sinó per uns oncles, a més que en Sam desconeixia l'existència de les criatures sobrenaturals quan en Dean el visita per demanar-li ajuda en la cerca del seu pare. Això posteriorment va ser canviat perquè Kripke va considerar que generaria molts bucles i buits en la història a llarg termini. Una altra de les idees originals era que la Jessica era un dimoni que incitava al Sam a viatjar amb en Dean per portar-los a una trampa, però Kripke va reformular la proposta, argumentant que la inesperada mort de la Jessica en les mateixes condicions que la seva mare seria una bona motivació pels dos. Quan finalment la sèrie va ser acceptada, la productora va contractar a Robert Singer com a productor executiu donada la seva experiència en sèries de la índole de The X-Files. En un principi, Kripke tenia la idea que Supernatural duaria només tres temporades, però amb l'avançament de la trama, la va allargar a cinc, esperant que acabés definitivament en aquest punt. 

### Guió
En el transcurs de la primera temporada, l'equip de guionistes va consistir en Eric Kripke i cinc escriptors més, així com alguns assistents que van ajudar en la cerca de llegendes urbanes. Gran part del treball és col·laboratiu, ocasionalment els escriptors es divideixen en grups per desenvolupar les idees. A l'inici de cada temporada es realitza una junta amb tots els guionistes, on es plasmen les idees i posteriorment se li assigna una o dues a cada un d'ells per a l'elaboració dels episodis. Cada concepte és curosament vigilat, per tal que tots tinguin coherència entre si. Kripke va afirmar que aquesta tasca va ser bastant complicada en la primera temporada, però eventualment els guionistes van entendre l'enfocament de la sèrie, cosa que va facilitar la tasca i va agilitzar el procés. D'acord amb Kripke, Supernatural està fortament influenciada per films com An American Werewolf in London (1981), Poltergeist (pel·lícula) (1982) i Evil Dead II (1987), ja que les criatures apareixen en llocs comuns i no en àrees remotes, a més de tenir tocs humorístics. Kripke va comentar que la intenció d'això era causar certa intriga en els espectadors, que començarien a plantejar-se que el fet que les coses sobrenaturals poden succeir en els llocs menys esperats, en comptes de en castells que ningú visita.
Per altra banda, un altre dels aspectes originals de Supernatural era que estava planejada per ser una sèrie on cada episodi fos com una “mini pel·lícula” on en Sam i en Dean anaven en busca del “monstre de la setmana”, però la bona química de Jared Padalecki i Jensen Ackles en els primers capítols, va fer que Kripke i la resta de guionistes es replantegessin l'objectiu de la sèrie. Així Supernatural va començar a enfocar-se més en els germans Winchester i els seus problemes familiars, com la frustració d'en Sam per l'abandonament del seu pare i la seva preferència pel Dean, per la qual cosa la temàtica dels monstres setmanals es va posar en un segon pla. 

### Efectes, musica i rodatge
Al tenir gran varietat de criatures mitològiques de diferents mides i formes, supernatural, sol recórrer a les imatges generades per ordinador, i al ús de pantalles verdes (cromes) per a la seva recreació. Com que no es disposava de pressupost suficient durant la primera temporada, es van haver de contractar companyies d'efectes especials, però posteriorment es va crear un departament específic. Durant les primeres 7 temporades, Ivan Hayden va ser l'encarregat de supervisar els efectes especials de la sèrie. En el procés de preproducció de cada temporada, Hayden realitzava una junta amb els guionistes per avaluar quines escenes requeriran l'adició d'efectes especials, per després reunir-se amb els directors per sincronitzar la gravació, assegurant-se que els actors estiguessin coordinats amb els efectes que s'afegirien posteriorment. Un cop gravat l'episodi, es reunia amb els editors per concloure el treball.
Supernatural ve acompanyada d'una banda sonora orquestral, a més d'alguns instruments de corda i vent. Els dos compositors de la sèrie, Cristopher Lennertz i Jay Gruska, s'encarreguen de l'ambientació musical de cada episodi, la qual s'adapta a cada escena en particular. En termes generals, la banda sonora de cada capítol dura aproximadament 30 minuts, inclosos els crèdits. En episodis com Dead in The Water solen realitzar composicions amb instruments fora de temps i desafinats, a més d'incloure paraules xiuxiuejades que afegeixen angoixa a les escenes. Malgrat que un terç de la banda sonora és original, un aspecte que caracteritza a la sèrie és l'ús de cançons de rock clàssic. Diversos dels temes utilitzats van ser sol·licitats per Eric Kripke, que havia amenaçat amb renunciar si el canal no li permetia escollir la música. En nombroses ocasions s'ha volgut afegir música de Led Zeppelin, banda preferida de Kripke, però a causa dels alts costos dels drets d'autor, es va optar per fer referència a les seves cançons a partir de títols de certs episodis: House of the Holy, que fa referència all seu àlbum homònim de 1973, així com What is and What Should Never Be, que fa referència a la cançó del mateix nom del 1969. Per tot això han usat cançons de bandes menys conegudes como Blue Öyster Cult, Bad Company, Stevie Ray Vaughan, Rush (grup musical), Boston, Triumph, AC/DC. És comú que diversos temes siguin posats en un mateix capítol, especialment en els resums, les escenes d'en Sam i en Dean viatgen per la carretera i els moments dramàtics. La cançó “Carry On My Wayward Son” de la banda Kansas s'ha convertit en una insígnia per la sèrie, doncs s'utilitza com a tema d'entrada en cada final de temporada, a més d'haver estat versionada en el musical de l'episodi Fan Fiction, com a homenatge als seguidors de la sèrie. 
Malgrat que l'episodi pilot va ser filmat a la ciutat de Los Angeles, la sèrie es grava principalment a Vancouver, Canadà. No obstant, determinats capítols han requerit que l'equip es traslladi a altres zones. L'episodi Dead in the Water es va gravar a Anmoore, ja que a Vancouver no hi havia cap llac que s'adaptés al que el guió sol·licitava. D'igual manera, la batalla final de Swan Song es va grabar al cementiri Stull de Kansas, ja que Kripke volia que l sèrie acabés on va començar. Un dels llocs més comuns és l'Hospital Reverview a Coquitlam, que va ser utilitzat com a manicomi a Asylum, com a hospital a In My Time of Dying, i una presó a Falsom Prison Blues.

### Distribució
Des del seu debut, Supernatural s'ha caracteritzat per ser una de les sèries amb major disponibilitat a través dels serveis web degut a la seva gran popularitat i demanda. El seu episodi pilot va ser publicat a través de Yahoo! Una setmana abans de la seva emissió original. Així mateix, després del canvi de nom de The WB a The CW el desembre del 2006, tots els episodis de la sèrie van ser afegits a la ITunes Store, sent un dels primers programes del canal en ser incluits en el servei. El gener de 2007, The CW va començar a publicar cada capítol a la seva web quatre setmanes després de ser estrenat. El mateix mes, la popularitat del programa a Austràlia va fer que Network Ten dues a terme un acord amb la Warner Bros per oferir la descàrrega dels episodis a través del seu lloc web només hores després de la seva emissió a televisió. Al juliol de 2007, Microsoft va adquirir els drets de distribució i va afegir la sèrie al Bazar Xbox Live. Al Setembre de 2008, Amazon.com va aplicar la mateixa estratègia amb la creació del seu servei de Vídeo sota demanda. Al 2011, Hulu va arribar a un acord amb The Cw per afegir totes les temporades a la seva biblioteca i començar a publicar nous episodis una setmana després de la seva emissió original durant els següents 5 anys. El mateix any Netflix va acordar publicar totes les temporades disponibles i anar afegint les noves un any després de la seva culminació. Malgrat això, al juny del 2016, al haver caducat el contracte entre The CW i Hulu, Netflix va arribar a un acord en el qual cada temporada de la sèrie seria publicada completa només una setmana després de la seva culminació. 
| Temporada | Regió 1                                                      | Regió 2                                                   | Regió 4                                                    |
| --------- | ------------------------------------------------------------ | --------------------------------------------------------- | ---------------------------------------------------------- |
| 1         | 5 de setembre de 2006 (DVD) 15 de juny de 2010 (Blu-ray)     | 2 d'octubre de 2006 (DVD) 22 d'agost de 2011 (Blu-ray)    | 6 de setembre de 2006 (DVD) 27 d'octubre de 2010 (Blu-ray) |
| 2         | 11 de setembre de 2007 (DVD) 14 de juny de 2011 (Blu-ray)    | 29 d'octubre de 2007 (DVD) 22 d'agost de 2011 (Blu-ray)   | 3 d'octubre de 2007 (DVD) 26 d'octubre de 2011 (Blu-ray)   |
| 3         | 2 de setembre de 2008 (DVD) 11 de novembre de 2008 (Blu-ray) | 25 d'agost de 2008 (DVD) 10 de novembre de 2008 (Blu-ray) | 30 de setembre de 2008 (DVD) 4 de març de 2009 (Blu-ray)   |
| 4         | 1 de setembre de 2009                                        | 2 de novembre de 2009                                     | 6 de gener de 2010                                         |
| 5         | 7 de setembre de 2010                                        | 18 d'octubre de 2010                                      | 10 de novembre de 2010                                     |
| 6         | 13 de setembre de 2011                                       | 7 de novembre de 2011                                     | 2 de novembre de 2011                                      |
| 7         | 18 de setembre de 2012                                       | 5 de novembre de 2012                                     | 31 d'octubre de 2012                                       |
| 8         | 10 de setembre de 2013                                       | 28 d'octubre de 2013                                      | 25 de setembre de 2013                                     |
| 9         | 9 de setembre de 2014                                        | 8 de juny de 2015                                         | 8 d'octubre de 2014                                        |
| 10        | 8 de setembre de 2015                                        | 21 de març de 2016                                        | 9 de setembre de 2015                                      |
| 11        | 6 de setembre de 2016                                        | 10 d'octubre de 2016                                      | 7 de setembre de 2016                                      |
| 12        | Per anunciar-se                                              | Per anunciar-se                                           | Per anunciar-se                                            |

## Mercaderies i promoció

### Publicitat
Des del començament de la sèrie, The WB va invertir grans quantitats de diners en publicitat. Abans de la seva estrena, es van col·locar diversos pòsters en estacions de gasolina, a més es van començar a regalar braçalets personalitzats d'elements de la sèrie en els cines de NY, Chicago i Los Angeles. D'igual manera, en més de 500 cafeteries d'aquestes ciutats es van començar a servir vasos especials on es revelaven figures relacionades amb la sèrie quan el recipient s'escalfava. També es van penjar anuncis a més de 200 clubs nocturns, sales de videojocs, bars, cines i d'altres llocs per atreure al públic jove. Particularment, els bars contaven amb els seus propis porta-vasos i tovallons personalitzats.
Per altra banda, diversos elements de la sèrie van ser portats a la realitat per despertar la interacció amb el públic. El lloc web de llegendes urbanes, Hellhounds Lair, que apareix a l'episodi Hell House, va ser creat pels productors de la sèrie per que els seguidors tinguessin una petita idea de quins monstres apareixerien posteriorment. D'igual manera, The CW va crear el lloc web Ghostfacers.com després de la emissó de l'episodi homònim. Fora d'internet, la sèrie també ha aportat elements com els números de telèfon, a l'episodi Phantom Traveler es revela el número telefònic del Dean, i durant uns mesos si es trucava a quest número es reproduïa un missatge de veu narrat per Jensen Ackles dient: “This is Dean Winchester. If this is an emergency, leave a message. If you are calling about 11-2-83, page me with your coodinates” (“Sóc Dean Winchester. Si això és una emergència, deixem un missatge. Si estàs trucant amb motiu del 11-2-83, enviem un missatge amb les teves coordenades”). A l'episodi Tall Tales, s'observen còpies de l'edició del diari Weekly World News d'aquella setmana, que van ser distribuïdes a la vida real i contenien una entrevista exclusiva amb el Sam i el Dean.

### Roba i altres elements
A la tenda en línia de The CW, Supernatural conta amb una àmplia mercaderia, incloses samarretes, tatuatges temporals, bijuteria, fundes per a telèfons, calendaris, vasos, versions de ouijas,. L'empresa Inkworks va crear una baralla completa de cartes coleccionables sobre la sèrie, algunes d'elles autografiades pels membres del repartiment. De la mateixa manera, Margaret Weis Productions, ltd va desenvolupar un joc de rol anomenat Supernatural Role Playing Game, que incluia elements de la sèrie, els còmics i les novel·les. Originalment estava previst que el joc sortís a l'Octubre de 2007, però es va retrassar fins a l'agost del 2009. Un altre en desenvolupar un joc de taula va ser Amazon.com, que va llençar una versió de la sèrie del joc Monopoly, les peces del que són el Chevrolet Impala del 67 d'en Dean, una bossa de sal, una hamburguesa,...A més les estacions de tren del joc són Mort, Pesta, Guerra i Gana, en referència als Genets de l'Apocalipsi de la cinquena temporada. També existeixen petites rèpliques de l'Impala, trencaclosques, llibres per colorejar. Adicionalment el segell discogràfic WaterTower Music va publicar el 26 d'agost de 2010 un àlbum anomenat Supernatural: Original Television Soundtrack- Seasons 1-5, que disposava de divuit pistes originals creades per Cristopher Lennertz y Jay Gruska per la sèrie. Posteriorment, després de l'emissió de l'episodi 200, Fan Fiction, es va llençar un Extended play amb els temes interpretats en el musical: “The Road So Far”, “A Single Man Tear” una versió de “Carry on Wayward Son”. Per altra banda, Funko va treure tres figures del Sam, el Dean i el Castiel el 21 de novembre de 2013, que van ser presentades pels actors a la Comic-Con de l'any següent. 
A més d'això, la sèrie compte amb una saga de llibres complementaris. Per les primeres 7 temporades, es van publicar guies escrites per Nicholas Knight i publicades pe Titan Books. Així mateix, Alex Irvine també va llençar dues guies anomenades The Supernatural Book of Monsters, Spirits, Demons, and Ghouls y John Winchester's Journal; que inclouen il·lustracions dels monstres que en Sam i en Dean havien combatut, així com material complementari referent a la seva mitologia. També, el 27 de novembre de 2007, Titan Magazines va publicar la primera revista oficial de Supernatural, amb informació de la sèrie i entrevistes amb el repartiment i altres membres del personal. El 6 de setembre del 2011, it Books va llençar Supernatural: Bobby Singer's Guide to Hunting, escrit per David Reed on es relaten totes les experiències de Bobby Singer com a caçador. 

### Còmics i novel·les
A banda de la història principal desenvolupada a la sèrie, Supernatural s'ha estès a partir dels còmics. WildStorm va publicar tres edicions de les historietes oficials, la primera Supernatural: Origins, que relata els primers anys després de la mort de la Mary, on s'explica com en John es converteix en caçador i com en Dean i el Sam assumeixen aquesta absència. La segona,Supernatural: Rising Son, segueix principalment l'adolescència del Dean i com es comença a interessar en seguir els passos del seu pare com a caçador. Finalment, la tercera i última, Supernatural: Beginning's End, relata l'adolescència d'en Sam i els successos que causen que decidís abandonar la seva família i anar a estudiar a la Universitat Stanford. Eventualment es va llençar una quarta historieta Supernatural: The Dogs of Edinburgh, que va ser il·lustrada per Brian Wood i Grant Bond, i relata un viatge d'en Sam al Regne Unit. Fora dels còmics, la sèrie també compta amb novel·les adaptades, que contenen una mescla de material tret directament de la sèrie i material original per cobrir detalls no explicats.
| Títol               | Autor                           | Data de publicaió    | Editorial           | ISBN               |
| ------------------- | ------------------------------- | -------------------- | ------------------- | ------------------ |
| Nevermore           | Keith DeCandido                 | 31 de juliol de 2007 | HarperEntertainment | ISBN 0-06-137090-8 |
| Witch's Canyon      | Jeff Mariotte                   | 30 Octubre de 2007   | HarperEntertainment | ISBN 0-06-137091-6 |
| Bone Key            | Keith DeCandido                 | 26 Agost de 2008     | HarperEntertainment | ISBN 0-06-143503-1 |
| Heart of the Dragon | Keith DeCandido                 | 16 Febrer de 2010    | Titan Books         | ISBN 1-84856-600-X |
| The Unholy Cause    | Joe Schreiber                   | 4 Maig de 2010       | Titan Books         | ISBN 1-84856-528-3 |
| War of the Sons     | Rebecca Dessertine y David Reed | 31 Agost de 2010     | Titan Books         | ISBN 1-84856-601-8 |
| One Year Gone       | Rebecca Dessertine              | 24 Maig de 2011      | Titan Books         | ISBN 0-85768-099-4 |
| Coyote's Kiss       | Christa Faust                   | 12 Juliol de 2011    | Titan Books         | ISBN 0-85768-100-1 |
| Night Terror        | John Passarella                 | 13 Setembre de 2011  | Titan Books         | ISBN 0-85768-101-X |
| Rite of Passage     | John Passarella                 | 14 Agost de 2012     | Titan Books         | ISBN 1781161119    |
| Fresh Meat          | Alice Henderson                 | 19 Febrer de 2013    | Titan Books         | ISBN 1781161127    |
| Carved in Flesh     | Tim Waggoner                    | 16 Abril de 2013     | Titan Books         | ISBN 1781161135    |

## Sèries derivades

### Ghostfacers
Després del debut els personatges a l tercera temporada i la seva creixen popularitat, Eric Kripke va començar a considerar la creació d'una sèrie derivada basada en els Ghostfacers. A la Comic-Con de 2008, va comentar que havia discutit el tema amb A.J. Buckley i Travis Wester, així com amb alguns executius del canal. A causa de la falta de pressupost, la producció es va endarrerir fins a finals del 2009, però finalment es va estrenar el 15 d'abril del 2010 com a sèrie web de deu episodis a la pàgina oficial de The CW. Va concloure oficialment el 13 de Maig del mateix any, encara que el 23 d'octubre del 2011, Buckley va publicar un nou episodi en el que va aparèixer en Castiel. 

### Supernatural: The Animation
El 9 de juny de 2010, la divisió japonesa de Warner Bros va anunciar la realització d'un anime basat en Supernatural, que portaria per nom Supernatural: The Animation (スーパーナチュラル・ザ・アニメーション) i seria produïda per Madhouse. Shigeyuki Miya i Atsuko Ishizuka van ser els directors de la sèrie, amb Masao Maruyama com a productor executiu, Naoya Takayama com a guionista i Takahiro Yoshimatsu com a animador. Els actores Yūya Uchida i Hiroki Touchi, que eren els dobladors habituals de Supernatural en japonés, també van presentar les seves veus per aquesta versió. Es va estrenar al gener del 2011 i la seva primera temporada va constar de 22 episodis de mitja hora, basats en les dues primeres temporades de la sèrie original, però també amb contingut original. En el doblatge en anglès de lanime, Jared Padaleckii, va fer la veu d'en Sam, mentre que Andrew Farrar va fer la d'en Dean, sent reemplaçat per Jensen Ackles en els dos últims. Warner Bros va llençar la sèrie en DVD als Estats Units el 26 de juliol de 2011.

### Supernatural: Bloodlines
El 22 de juliol de 2013 The CW va anunciar que s'estava realitzant una sèrie derivada de Supernatural, l'episodi pilot del qual seria el vintè de la novena temporada del programa. Es va estrenar el 29 d'abril de 2014 com a Bloodlines, i va ser dirigit per Robert Singer i escrit per Andrew Dabb. La seva història es desenvolupa a Chicago, on existeixen 5 màfies de famílies sobrenaturals que lluiten per tenir el control de la ciutat. El repartiment principal estava constituît per Lucien Laviscount, Stephen Martines, Sean Faris, Melissa Roxburgh i Nathaniel Buzolic. Durant la seva estrena, l'episodi va ser vist per més de 2,03 milions de persones només als Estats Units, però va ser mal rebut pels seguidors de la sèrie i la crítica, que van descriure la trama com “molt Cliché”. En conseqüència, The Cw va rebutjar la sèrie i el projecte va ser cancel·lat. El president del canal, Mark Pedowitz, va anunciar ue encara que el pilot va fracassar, estan oberts a noves idees per un futur.

### WaywardSisters
El 20 de juny de 2017, es va anunciar que Wayward Sisters, una sèrie derivada de Supernatural, protagonitzada per Kim Rhodes, estava sent desenvolupada pels escriptors de Supernatural, Andrew Dabb i Robert Berens, juntament amb Robert Singer i Phil Sgriccia. El pilot de la sèrie debutarà durant la tretzena temporada de Supernatural.

## Recepció i impacte

### Crítica
Al llarg de la seva emissió, la majoria de temporades de Supernatural han rebut crítiques positives. Al lloc Rotten Tomatoes, la sèrie té una mitjana d'aprovació de la crítica del 92% i el 89% del públic considerant les ressenyes i puntuacions de totes les temporades. Totes tenen una aprovació de la crítica del 100%, excepte la primera (69%), la tercera (sense qualificació), la setena (sense qualificació), la vuitena (63%) i l'onzena (88%). En la seva primera temporada, diversos crítics van destacar l'ambientació i les escenes de terror, però van considerar que els diàlegs i la temàtica familiar necessitava millorar. L'escriptor Tanner Stransky de Entertainment Weekly va aportar comentaris positius sobre la banda sonora i el desenvolupament de les llegendes urbanes, mentre que Jeff Swindoll de Monsters and Critics va afavorir la química entre Jared Padalecki i Jensen Ackles, així com l final inesperat. 
A la segona temporada, Supernatural va mantenir satisfets als crítics, que van assegurar que es seguia mantenint com un element fort dins de la televisió del seu gènere, i també van aprovar l'enfocament cap a la mitologia. En la tercera temporada, les crítiques van continuar millorant, amb els experts alabant el desenvolupament de la història i la inclusió de nous personatges com la Ruby i la Bela. No obstant, Daniel Bettridge de Den of Geek va expressar qu els dos van ser desaprofitats, ja que amb la informació que es tenia es podien haver desenvolupat més. Diana Steenbergen de IGN va mostrar que li agradava la història, però va desaprovar el fet que tot es resumís bruscament a l'últim capítol. Per altra banda, el diari Chicago Tribune la va incloure a la seva llista de les millors sèries del 2008, qualificant-la com la sèrie més sòlida de The CW de l'any gràcies a les trames ben elaborades i el toc còmic de cada episodi, mentre que AOL TV la va mencionar com un dels majors “plaers culpables” de la televisió.
A la quarta temporada, la sèrie va seguir tenint bons comentaris; Diana Steenbergen de IGN va aclamar l'evolució del programa, que va passar de ser “mig bó a increïble”. Va alabà també la inclusió de Misha Collins i la seva actuació com l'àngel Castiel, afegint que els moments junt al Dean van ser dels millors de la temporada. June L de Mosters and Critics va escriure una ressenya favorable en la qual va felicitar a la sèrie per mantenir-se constant al estar carregada d'intriga i entreteniment, a més de mantenir a l'espectador analitzant cada detall del que és bó i el que és dolent. En el seu llistat de les 30 millors series del 2009, PopMatters va posicionar a Supernatural en el número 28, sent l'únic programa de The CW. A la ressenya, van destacar com a punt fort el bon desenvolupament de la història i els personatges, així com les trames secundàries, les constants referències a la cultura pop i la química entre Jared Padalecki i Jensen Akcles. El lloc web TV.com també la va incloure a la seva llista de millors sèries de l'any, i la revista Rolling Stone la va mencionar com una de les 50 majors raons per veure la televisió, en un article de 2009.
En termes generals, la cinquena temporada de la sèrie ha estat la més aclamada per la crítica. En la llista dels 20 millors episodis de la història de Supernatural (considerant les primeres 11 temporades) realitzada per Reel Run Down, la cinquena temporada va tenir un total de 6 episodis dins, a més quatre d'ells van estar entre els cinc millors, amb Swan Song encapçalant la llista. Aquest capítol també es va ubicar en primera posició en el rànquing fet per IGN, i el seguia Point of No Return, un altre de la cinquena temporada. Thrillist també va realitzar un llistat agrupant els 241 primers episodis de pitjor a millor, cinc de la primera temporada es van posicionar entre els 20 millors, liderant Swan Song. Diana Steenbergen de IGN va qualificar la temporada amb 9 estrelles de 10, i va aclamar la perfecte execusió de cada detall del sèrie i les actuacions de Jared Padalecki i Jansen Akcles. Així mateix, Bruce Simmons de ScreenRant va destacar que tots els episodis van estar ben trobats. Amb tot, la cinquena temporada va fer que Supernatural fos inclosa a les llistes de les millors sèries del 2010 de The New York Times i PopMatters.
Per altra banda, AOL TV la va anomenar la quarta millor sèrie sobrenatural de la història, mentre que la revista Complex la va posicionar a la casella 89 entre les 100 millors de la dècada dels 2000s, sent l'únic programa de The CW juntament amb Gossip Girl. De la mateixa manera, WhatchMojo.com la va col·locar en el quart lloc entre les 10 millors sèries de fantasia, i la segona entre les millors sobrenaturals. Al 2014, Entretainment Weekly, la va anomenar la 19 millor sèrie de culte dels últims 25 anys, escrivint: “Supernatural va començar amb una premissa bastant senzilla- Nois guapos matan coses tenebroses-, però no s'ah mantingut així per molt temps. Literalment els personatges han anat a l'infern i han tornat, i en el camí, i en el camí han teixit una complicada i irresistible mitologia plena de amics (L'àngel Castiel), enemics recurrents (el dimoni Crowley) i algunes bromes internes (Wincest!). A més, Supernatural també ha fet episodis per a burlar-se d'algunes de les coses més absurdes, com el se histèric grup de seguidors. Aquestes autoreferències s'han vist recompensades per una audiència duradora, que ha ajudat a construir una comunitat molt apassionada, i també una mica tenebrosa”. En el recull de IMDB sobre les 250 millors sèries de televisió de tota la història, Supernatural se situa a la casella 213, sent a més la dotzena més puntuada, amb més de 290 mil qualificacions d'usuaris. 

### Audiències
| Temporada | Número d'episodi (audiència en milions) | Número d'episodi (audiència en milions) | Número d'episodi (audiència en milions) | Número d'episodi (audiència en milions) | Número d'episodi (audiència en milions) | Número d'episodi (audiència en milions) | Número d'episodi (audiència en milions) | Número d'episodi (audiència en milions) | Número d'episodi (audiència en milions) | Número d'episodi (audiència en milions) | Número d'episodi (audiència en milions) | Número d'episodi (audiència en milions) | Número d'episodi (audiència en milions) | Número d'episodi (audiència en milions) | Número d'episodi (audiència en milions) | Número d'episodi (audiència en milions) | Número d'episodi (audiència en milions) | Número d'episodi (audiència en milions) | Número d'episodi (audiència en milions) | Número d'episodi (audiència en milions) | Número d'episodi (audiència en milions) | Número d'episodi (audiència en milions) | Número d'episodi (audiència en milions) |
| Temporada | 1                                       | 2                                       | 3                                       | 4                                       | 5                                       | 6                                       | 7                                       | 8                                       | 9                                       | 10                                      | 11                                      | 12                                      | 13                                      | 14                                      | 15                                      | 16                                      | 17                                      | 18                                      | 19                                      | 20                                      | 21                                      | 22                                      | 23                                      |
| --------- | --------------------------------------- | --------------------------------------- | --------------------------------------- | --------------------------------------- | --------------------------------------- | --------------------------------------- | --------------------------------------- | --------------------------------------- | --------------------------------------- | --------------------------------------- | --------------------------------------- | --------------------------------------- | --------------------------------------- | --------------------------------------- | --------------------------------------- | --------------------------------------- | --------------------------------------- | --------------------------------------- | --------------------------------------- | --------------------------------------- | --------------------------------------- | --------------------------------------- | --------------------------------------- |
| 1         | 5.69                                    | 5.01                                    | 5.01                                    | 5.40                                    | 5.50                                    | 5.00                                    | 5.08                                    | 4.47                                    | 4.21                                    | 5.38                                    | 4.23                                    | 3.86                                    | 5.82                                    | 4.27                                    | 3.96                                    | 4.22                                    | 3.76                                    | 3.67                                    | 3.62                                    | 3.99                                    | 3.26                                    | 3.99                                    | N/A                                     |
| 2         | 3.93                                    | 3.34                                    | 3.78                                    | 3.29                                    | 3.65                                    | 3.38                                    | 3.19                                    | 3.16                                    | 3.12                                    | 3.24                                    | 3.44                                    | 3.42                                    | 3.37                                    | 2.84                                    | 3.03                                    | 3.52                                    | 3.38                                    | 3.25                                    | 3.33                                    | 3.11                                    | 2.90                                    | 2.72                                    | N/A                                     |
| 3         | 2.97                                    | 3.16                                    | 3.03                                    | 3.02                                    | 3.24                                    | 3.01                                    | 2.88                                    | 3.02                                    | 2.95                                    | 2.68                                    | 2.97                                    | 3.23                                    | 2.22                                    | 2.63                                    | 2.55                                    | 3.00                                    | N/A                                     | N/A                                     | N/A                                     | N/A                                     | N/A                                     | N/A                                     | N/A                                     |
| 4         | 3.96                                    | 3.18                                    | 3.51                                    | 3.15                                    | 3.06                                    | 3.25                                    | 3.55                                    | 3.24                                    | 2.94                                    | 3.34                                    | 2.98                                    | 3.06                                    | 3.56                                    | 3.37                                    | 2.84                                    | 3.37                                    | 3.13                                    | 3.27                                    | 2.70                                    | 2.95                                    | 2.79                                    | 2.89                                    | N/A                                     |
| 5         | 3.40                                    | 2.80                                    | 2.66                                    | 2.62                                    | 2.47                                    | 2.59                                    | 2.90                                    | 2.65                                    | 2.69                                    | 2.51                                    | 2.79                                    | 2.65                                    | 2.28                                    | 2.51                                    | 2.95                                    | 2.40                                    | 2.78                                    | 2.45                                    | 2.82                                    | 2.38                                    | 2.53                                    | 2.84                                    | N/A                                     |
| 6         | 2.90                                    | 2.33                                    | 2.16                                    | 2.84                                    | 2.47                                    | 2.52                                    | 2.46                                    | 2.09                                    | 1.94                                    | 2.15                                    | 2.27                                    | 2.25                                    | 1.97                                    | 2.25                                    | 2.18                                    | 2.14                                    | 2.26                                    | 1.90                                    | 2.01                                    | 2.11                                    | 2.02                                    | 2.11                                    | N/A                                     |
| 7         | 2.01                                    | 1.80                                    | 1.72                                    | 1.69                                    | 1.92                                    | 1.74                                    | 1.84                                    | 1.85                                    | 1.55                                    | 1.89                                    | 1.82                                    | 1.55                                    | 1.72                                    | 1.88                                    | 1.74                                    | 1.73                                    | 1.63                                    | 1.78                                    | 1.57                                    | 1.61                                    | 1.66                                    | 1.58                                    | 1.66                                    |
| 8         | 1.85                                    | 2.51                                    | 2.13                                    | 1.86                                    | 1.78                                    | 2.32                                    | 2.32                                    | 2.00                                    | 2.06                                    | 1.99                                    | 2.01                                    | 2.12                                    | 2.29                                    | 2.41                                    | 2.10                                    | 2.13                                    | 2.16                                    | 2.23                                    | 1.90                                    | 2.38                                    | 2.07                                    | 2.07                                    | 2.31                                    |
| 9         | 2.59                                    | 2.33                                    | 2.34                                    | 2.19                                    | 2.15                                    | 2.36                                    | 2.01                                    | 2.39                                    | 2.42                                    | 2.21                                    | 2.65                                    | 2.76                                    | 2.46                                    | 2.12                                    | 1.92                                    | 1.86                                    | 2.25                                    | 1.60                                    | 2.10                                    | 2.03                                    | 1.59                                    | 1.74                                    | 2.30                                    |
| 10        | 2.50                                    | 2.13                                    | 2.08                                    | 1.93                                    | 2.17                                    | 2.54                                    | 2.30                                    | 2.33                                    | 2.62                                    | 2.42                                    | 2.06                                    | 2.21                                    | 1.98                                    | 2.09                                    | 1.73                                    | 1.70                                    | 1.70                                    | 1.76                                    | 1.63                                    | 1.74                                    | 1.45                                    | 1.75                                    | 1.73                                    |
| 11        | 1.94                                    | 1.85                                    | 1.59                                    | 2.04                                    | 1.64                                    | 1.70                                    | 1.66                                    | 2.00                                    | 1.90                                    | 1.83                                    | 1.88                                    | 1.87                                    | 1.83                                    | 1.98                                    | 1.85                                    | 1.69                                    | 1.45                                    | 1.75                                    | 1.67                                    | 1.54                                    | 1.75                                    | 1.59                                    | 1.84                                    |
| 12        | 2.15                                    | 1.61                                    | 1.68                                    | 1.81                                    | 1.70                                    | 1.80                                    | 1.80                                    | 1.73                                    | 1.72                                    | 1.73                                    | 1.73                                    | 1.81                                    | 1.62                                    | 1.63                                    | 1.49                                    | 1.71                                    | 1.57                                    | 1.58                                    | 1.38                                    | 1.51                                    | 1.42                                    | 1.75                                    | 1.65                                    |

Durant l'estrena del seu episodi pilot el 13 de setembre de, Supernatural va atreure a 5,69 milions de televidents als Estats Units i va mantenir una audiència per sobre dels 5 milions en els 6 episodis següents. Per això va ser renovada sense haver arribat a mitat de temporada. No obstant, l'audiència va ser considerablement menor a la segona temporada, el que va fer dubtar a The CW sobre si renovar-la o no. La tercera temporada va millorar lleument, però també va tenir una quota de pantalla baixa en comparació amb altres sèries, encara que això va canviar a la quarta temporada, la qual va començar a millorar l'audiència mitjana del programa des del seu debut, i va aconseguir superar el seu punt màxim en el recompte anual de Nielsen de les sèries més vistes, amb la posició 161, quatre per sobre de la primera temporada. Posteriorment, amb la cinquena entrega, Supernatural va tornar a superar el seu punt màxim, aquesta vegada ocupant la posició 125, sent la segona sèrie de The CW més vista de l'any, darrere de The Vampire Diaries.
En la sisena temporada, la seva audiència es va mantenir estable, però a partir del novè episodi, la sèrie va començar a tenir els seus episodis menys vists, amb diversos sense arriba ni tan sols als 2 milions. Això es va agreujar a la sèptima temporada, que no va tenir cap capítol que superés aquesta xifra, excepte l'estrena; fet que provocà que Supernatural es desplomés al lloc 176 en el llistat anual de Nielsen, sent la pitjor posició en quatre anys. No obstant, amb l'arribada de la vuitena temporada, va començar a atreure audiència novament i això va continuar a la novena. Més tard, amb la dècima i l'onzena entrega, va tornar a decaure novament, encara ha aconseguit estabilitzar-se. Malgrat la seva antiguitat, entre el 2012 i el 2016 es va mantenir com la sèrie més vista de The CW de les que no formen part de l'Arrowverse 

### Premis
Al llarg de la seva emissió, Supernatural ha estat reconeguda amb nombrosos premis i nominacions. En els Constellation Awards, ha guanyat divuit premis, inclòs el guardó a millor sèrie de televisió de ciència-ficció en quatre ocasions, i tres vegades el de millor contribució al cine o televisió de ciència-ficció. Per la seva banda, Jared Padalecki ha guanyat dos vegades el guardó a la millor actuació masculina en un episodi de ciència-ficció, mentre que Jensen Ackles i Misha Collins el van guanyar una vegada cada un. En els Leo Awards, la sèrie ha guanyat dos premis gràcies als seus efectes especials, mentre que als Premi Emmy ha obtingut tres nominacions pels seus retocs sònics. En els People's Choice Awards, ha guanyat quatre vegades com a ciència-ficció/fantasia preferida. En els Saturn Awards, ha rebut sis nominacions com a millor sèrie de televisió per satèl·lit i dos com millor sèrie de televisió per a joves. En els Teen Choice Awards, ha rebut divuit nominacions, de les quals en va guanyar dos; una com a millor química en televisió gràcies a Jensen Ackles i Misha Collins, i una com a millor actor de televisió de ciència-ficció/fantasia per Jared Padalecki.

### Redifusió

#### Redifusió a Amèrica
| Pais                   | Canal                         | Ref.            |
| ---------------------- | ----------------------------- | --------------- |
| Argentina              | Warner Chanel                 | [ 150 ]         |
| Brasil                 | Warner Channel/SBT            | [ 151 ] [ 152 ] |
| Bolívia                | Warner Channel                | [ 153 ]         |
| Canadà                 | Dusk/M3                       |                 |
| Xile                   | Warner Channel                | [ 153 ]         |
| Colòmbia               | Warner Channel                | [ 154 ]         |
| Costa Rica             | Warner Channel                | [ 153 ]         |
| Equador                | Warner Channel                | [ 153 ]         |
| El Salvador            | Warner Channel/TCS canal 6    | [ 153 ] [ 155 ] |
| Estats Units d'Amèrica | TNT                           | [ 156 ]         |
| Guatemala              | Warner Channel                | [ 153 ]         |
| Hondures               | Warner Channel                | [ 153 ]         |
| Mèxic                  | Warner Channel/Canal 5        | [ 157 ]         |
| Nicaragua              | Warner Channel                | [ 153 ]         |
| Panamà                 | Warner Channel                | [ 153 ]         |
| Paraguai               | Warner Channel                | [ 153 ]         |
| Perú                   | Warner Channel                | [ 153 ]         |
| República Dominicana   | Warner Channel/ Tele Antillas | [ 153 ] [ 158 ] |
| Uruguai                | Warner Channel                | [ 153 ]         |
| Veneçuela              | Warner Channel                | [ 153 ]         |

#### Redifusió a la resta del món
| Pais                 | Canal                                            | Ref.            |
| -------------------- | ------------------------------------------------ | --------------- |
| Alemanya             | ProSieben Maxx                                   |                 |
| Austràlia            | ELEVEN                                           | [ 159 ]         |
| Xina                 | AXN                                              | [ 160 ]         |
| Espanya              | AXN / Animax / La 2 / Energy/ Cuatro / Telecinco | [ 161 ]         |
| França               | M6 / 6ter / France 4                             |                 |
| Hong Kong            | AXN                                              | [ 160 ]         |
| Índia                | AXN                                              | [ 160 ]         |
| Israel               | AXN                                              | [ 160 ]         |
| Nova Zelanda         | TV2                                              |                 |
| Regne Unit           | Sky Living/ E4                                   | [ 162 ] [ 163 ] |
| República de la Xina | AXN                                              | [ 160 ]         |

### Fandom i polèmiques
Amb la seva llarga trajectòria, Supernatural ha anant desenvolupant un grup de seguidors de culte. Aquests són summament actius a les xarxes socials i als fòrums, i varis han escrit fanfictions dedicats a Ships, sent els més populars Wincest (la relació entre Sam i Dean) i Dastiel (relació entre en Dean i el Castiel). Aquestes històries s'han tornat tan populars entre els seguidors que inclòs els productors de la sèrie estan al corrent d'elles i n'han fet referències en episodis com Fan Fiction, en el qual es mencionen aquestes relacions i la percepció dels admiradors sobre les mateixes. A més d'això, s'han realitzat diverses convencions de la sèrie, sent la primera una que es va dur a terme a Nashville, Tennessee, a l'octubre de 2006, a la qual va succeir una altra a Londres al maig del 2007. Des de llavors, s'han fet diferents convencions al llarg dels Estats Units i altres pisos com Alemanya o Itàlia que reben seguidors no natius, comunament Australians i xinesos. En diverses ocasions hi assisteixen els propis actors.
Al setembre de 2009, poc abans de l'estrena de la cinquena temporada, en la qual Llucifer finalment escapa de la presó de l'infern, diversos seguidors van començar a promocionar la sèrie a través de Twitter usant el Hashtag #Lucifeeriscoming, i es va tornar ràpidament en tendència global. Malgrat tot, usuaris de la xarxa social que desconeixien el tema es van sentir ofesos pel missatge, i en resposta, van començar a utilitzar el hastag #GodIsHere. A causa de la gran quantitat de queixes rebudes per promoure el satanisme, ambdues etiquetes van ser bloquejades. Per continuar la campanya, Misha Collins va començar a usar l'etiqueta #PdiddylsScaredOfHisTV (#PdiddyEstaEspentatDelSeuTelevisor), en referència al raper P. Diddy, que va ser un dels que es va queixar pel primer hastag. No obstant, una hora més tard Twitter també va bloquejar aquesta etiqueta.